# Platonov (pièce de théâtre)
Pour les articles homonymes, voir Platonov.
Platonov (titre original : Безотцовщина, littéralement le fait social de ne pas avoir de père ; variante du titre de la pièce : Ce fou de Platonov) est une pièce de théâtre d'Anton Tchekhov écrite à l'âge de 18 ans (vers 1878 et l'hiver 1880).

## Histoire de la pièce
En 1878, Tchekhov rédige pour la première fois une pièce de théâtre, laquelle doit avoir pour titre Sans Père et est dédiée à Maria Iermolova, une actrice renommée qu’il admire. Il lui confie le manuscrit afin que la pièce passe en lecture au théâtre Maly de Moscou, mais elle est refusée par la direction du théâtre en 1882. La pièce ne rencontre aucun écho favorable à Moscou à cause de ses multiples remaniements tardifs.
Elle est ensuite considérée comme disparue ; elle est retrouvée en 1921 dans le coffre d'une banque à Moscou. Elle est publiée pour la première fois en 1923 et est connue ensuite à l’étranger sous le titre de Platonov.

## Argument
Anna Petrovna, jeune veuve, invite chaque été un groupe d'amis chez elle en villégiature dans sa maison de campagne.
Parmi eux, Platonov est un garçon qui paraît joyeux, spontané, qui semble aimer la vie. Mais, en réalité, il est tout le contraire, manipulateur et cynique. Il veut que ses amis s'intéressent à lui, il aime multiplier les aventures, bien qu'il ait une femme, Sacha, qu'il considère un peu comme sa fille. Cette pièce fait le portrait d'un personnage ambigu qui sombre dans le désespoir.

## Personnages
Personnages : 5 personnages féminins, 13 personnages masculins.
- Mikhaïl Vassilievitch Platonov, intellectuel hâbleur issu de la petite noblesse, devenu instituteur à la campagne par dépit contre la société
- Alexandra Ivanovna (Sacha), son épouse, fille de Triletski
- Ivan Ivanovitch Triletski, colonel à la retraite
- Nikolaï Ivanovitch Triletski, fils du précédent
- Anna Petrovna Voïntseva, jeune veuve d'un général
- Sergueï Pavlovitch Voïntsev, fils du général Voïntsev d'un premier mariage
- Sophie Égorovna Voïntseva, épouse de Sergueï Voïntsev, ancien amour de Platonov
- Porphyre Sémionovitch Glagoliev, propriétaire terrien voisin des Voïntsev
- Kirill Porphyrievitch Glagoliev, fils du précédent
- Guérassime Kouzmitch Petrine, propriétaire terrien voisin des Voïntsev
- Pavel Petrovitch Chtcherbouk, voisin
- Marie Efimovna Grekova, jeune fille de vingt ans
- Abram Abramovitch Vengerovitch, juif fortuné
- Isaac Abramovitch Vengerovitch, fils du précédent
- Timofeï Gordéïevitch Bougrov, riche négociant
- Ossip, trente ans
- Marco, vieillard
- Domestiques: Vassili, Yakov, Katia...

## Représentations notables (France)
- 1956 : régie de Jean Vilar, au Théatre National Populaire (TNP), avec Jean Vilar, Maria Casarès
- 1979 : mise en scène de Gabriel Garran, au théâtre de la Commune, avec Niels Arestrup
- 1987 : mise en scène de Patrice Chéreau, au théâtre des Amandiers
- 1996 : mise en scène de Claire Lasne, au Théâtre Paris-Villette, avec Patrick Pineau, Anne Alvaro
- 2003 : mise en scène de Jacques Lassalle (traduction de Serge Rezvani), à la Comédie-Française, avec Denis Podalydès, Muriel Mayette
- 2019 : mise en scène de Patrice Lecadre (traduction inédite), au Théâtre du Nord-Ouest
- 2022 : mise en scène de Mathias Brossard & collectif  CCC[3], version intégrale (traduction A. Markowicz et F. Morvan), théâtre immersif en pleine nature[4]

## Adaptation cinématographique
La pièce a été adaptée par Nikita Mikhalkov sous le titre Partition inachevée pour piano mécanique en 1977 puis par Patrice Chéreau sous le titre Hôtel de France en 1987.

### Éditions en français
- Ce fou de Platonov, pièce en quatre actes, version française de Pol Quentin, traduction de Bezotcovŝina, Paris, L' Arche, 1956
- Œuvres. Théâtre. II (Platonov. Ivanov. Le Chant du cygne. L'Ours. La Demande en mariage. Le Tragédien malgré lui. La Noce. Le Jubilé. Les Méfaits du tabac), traduction et présentation d'Elsa Triolet, Paris, les Éditeurs français réunis, 1962
- Platonov (version intégrale), traduit du russe par André Markowicz et Françoise Morvan (Villeurbanne, Théâtre national populaire, 2 mars 1990), Paris, Solin, 1990  (ISBN 2-85376-082-0) ; préface et notes de Françoise Morvan, nouv. trad., revue et corrigée, incluant les variantes du manuscrit original, Besançon, les Solitaires intempestifs, 2004  (ISBN 2-84681-109-1) ; Arles, Actes Sud, 2014  (ISBN 978-2-330-03733-8)
- Platonov : le fléau de l'absence de pères, texte français de Serge Rezvani, Arles, Actes Sud  (ISBN 2-7427-4602-1), Montréal, Leméac  (ISBN 2-7609-2211-1), 2003